# Delara Darabi
Delara Darabi (دلارا دارابى em farsi; Rasht, 29 de setembro de 1986 — Rasht, 1 de maio de 2009) foi uma mulher iraniana executada após ser condenada pelo assassinato de uma prima abastada de seu pai. Ela tinha 17 anos de idade na época do crime. A princípio, Darabi confessou o assassinato, mas negou-o posteriormente, insistindo que o namorado dela, Amir Hossein, de 19 anos de idade, havia cometido o crime durante um assalto para roubar o dinheiro da vítima, de 65 anos de idade. A vítima, que foi esfaqueada até a morte, era mãe de três crianças.
Darabi passou cinco anos na cadeia após sua condenação. Durante, esse período, insistiu que havia sido convencida a assumir o crime no lugar do namorado, pois ele afirmou que ela não seria executada por ser menor de idade.
No corredor da morte, Darabi desenvolveu gosto pela pintura e concluiu várias obras que retratavam seu encarceramento e afirmavam sua inocência. Uma exposição de suas obras foi feita em Teerã como parte de uma campanha em prol de sua libertação. O advogado de Darabi, Abdolsamad Khoramshahi, apelou contra a sentença, argumentando que ela havia sido condenada tendo por base somente sua confissão e que seu julgamento havia falhado em considerar tal evidência vital.

## Biografia
Darabi nasceu na cidade setentrional de Rasht, na província de Gilan. Antes de sua prisão, ela era uma estudante do ensino médio. Tinha três irmãs: Elaheh, Ghazale e Sheida, todas nascidas em Rasht. Em maio de 2009, Elaheh e Ghazale eram estudantes universitárias. Delara foi enforcada numa sexta-feira, 1 de maio de 2009.

## Julgamento e sentença
Darabi foi julgada por uma corte de primeira instância em Rasht, considerada culpada e condenada à morte. A sentença foi suspensa pela Suprema Corte. Ela sustentou sua inocência e afirmou que estava sob efeito de sedativos durante o assalto. Nesta fase, o presidente do judiciário iraniano tinha o poder de deter a execução e ordenar a revisão do caso. O namorado, Amir Hossein, supostamente recebeu uma pena de 10 de anos de prisão como cúmplice no crime.
A Anistia Internacional fez várias declarações públicas sobre Darabi.
Darabi tornou-se pintora e escreveu alguns poemas durante sua curta vida. Usou suas pinturas e poemas para expressar seus sentimentos. Em 2008, houve uma exposição de suas pinturas em Teerã e uma exposição similar foi efetuada em Estocolmo, em abril de 2007.
Darabi tentou suicidar-se cortando os pulsos em 20 de janeiro de 2007. Todavia, sua colega de cela percebeu o ocorrido e pediu socorro. Ela foi levada para um hospital, onde se restabeleceu.

## Petições por clemência
A Anistia Internacional fez com que cartas de apoio à Darabi fossem enviadas às autoridades iranianas.. O nome de Darabi também foi o primeiro na campanha Stop Child Executions.
Petição similar também foi feita em prol de outro menor iraniano, Nazanin Fatehi que também aguardava execução. Todavia, ela foi declarada inocente e libertada da prisão em 31 de janeiro de 2007. O caso recebeu atenção mundial..

## Informações complementares
Como signatário do Pacto Internacional dos Direitos Civis e Políticos
(ICCPR, na sigla em inglês) e da Convenção Internacional sobre os Direitos da Criança (CRC em inglês), o Irã comprometeu-se a não executar pessoas por crimes cometidos quando elas possuíam menos de 18 anos de idade. Não obstante, desde 1990, o Irã executou pelo menos 18 pessoas por crimes cometidos quando elas ainda eram crianças. Apenas em 2005, a despeito de ter sido exortado em janeiro pelo Comité dos Direitos da Criança da ONU para que suspendesse imediatamente esta prática, pelo menos oito menores criminosos foram executados, incluindo dois abaixo dos 18 anos de idade no momento de sua execução. Antes de Darabi, a última execução registrada de um menor, Rostam Tajik, havia ocorrido em 10 de dezembro de 2005 — ironicamente, a data em que a ONU comemora anualmente o Dia dos Direitos Humanos.
Em 9 de dezembro de 2005, Philip Alston, Relator Especial da ONU para Execuções Sumárias, Arbitrárias e Extrajudiciais, declarou: "num tempo onde virtualmente todos os países do mundo renunciaram firme e claramente à execução de pessoas por crimes cometidos quando eram crianças, a postura iraniana é particularmente inaceitável… e é ainda mais surpreendente porque a obrigação de refrear tais execuções é não somente clara e indiscutível, mas pela declaração do próprio governo do Irã, de que iria abandonar esta prática."
Nos últimos quatro anos, o Irã vem estudando uma legislação que proíba esta prática, mas a despeito disto, nos últimos dois anos o número de menores infratores executados têm aumentado. Comentários feitos recentemente por um porta-voz do judiciário local sugerem que a nova lei somente proibiria, em qualquer caso, a pena de morte para determinados crimes quando cometidos por crianças.
A Human Rights Watch e a Anistia Internacional informam que o Irã executa mais criminosos juvenis do que qualquer outro país, o que configura uma quebra da Convenção da ONU que proíbe a pena de morte para crimes cometidos abaixo dos 18 anos de idade.
Defensores dos direitos humanos calculam que existam mais de 100 prisioneiros no corredor da morte iraniano, por crimes cometidos quando ainda eram menores.

## Execução
O presidente do judiciário iraniano concedeu uma interrupção de dois meses na execução da pena, a qual foi desconsiderada pelas autoridades prisionais.
Darabi foi executada de manhã cedo (hora local), no dia 1.º de maio de 2009 na prisão de Rasht, sem prévia notificação ao seu advogado, após um último e desesperado telefonema feito por ela aos seus pais, pedindo-lhes que a salvassem poucos minutos antes de sua execução por enforcamento.

### Em português
- Alberto Dines (2009). «Tapete mágico abatido ao levantar vôo». Observatório da Imprensa. Consultado em 5 de maio de 2009
- «Irã enforca mulher por assassinato cometido quando era menor». Reuters. Consultado em 5 de maio de 2009
- «Irão executa jovem que cometeu crime quando era menor». Consultado em 5 de maio de 2009

### Em inglês
- «SaveDelara!». Consultado em 3 de maio de 2009
- «Iran: Amnesty International calls for end to death penalty for child offenders». Amnesty International. 16 de janeiro de 2006. Consultado em 5 de março de 2009. Arquivado do original em 11 de outubro de 2008
- Leis Iranianas para Menores  (ISNA em persa)